# 机械姬
《人造意識》（英語：Ex Machina）是2015年英美科幻片，由亚力克斯·嘉兰自編自導，多姆納爾·格里森、奧斯卡·伊薩克與艾莉西亞·薇坎德領銜主演。本片講述了一則關於人工智慧的科幻驚悚故事，資訊公司的員工嘉立（格里森飾演）獲邀到公司創辦人納森（伊薩克飾演）的別墅住一周，然而別墅其實是納森的秘密研究室。納森將新研發的女性人工智慧「艾娃」（薇坎德飾演）展示給嘉立看，並請他幫忙鑑定這個人工智慧是否夠有人類心智。
本片是嘉蘭的導演首作，他在年紀還小時就著迷於人工智慧的概念，並在本片製作前幾年內閱讀許多關於人工智慧的研究，想出了本片的故事。本片於2015年1月21日先在英國上映，4月10日開始在美國有限上映。本片贏得多數影評人的好評，並獲得3686萬美元的全球票房。本片也入圍許多獎項，其中在第88屆奧斯卡金像獎頒獎典禮上，本片入圍最佳原創劇本，並榮獲最佳視覺效果。

## 劇情大綱
「藍皮書」是處理全球超過九成的網路搜尋的大公司。藍皮書的程式設計師嘉立在員工抽獎中勝出，獲邀到藍皮書創辦人納森的別墅度過一周。嘉立搭乘直升機抵達偏僻的別墅，與納森首次見面。納森稱別墅其實是秘密研究室，他讓嘉立簽完保密書後，請嘉立在接下來的七天內，幫忙對他新開發的的女人工智慧機器人「艾娃」進行圖靈測試，檢驗艾娃是否具備人類心智。納森和嘉立各有一張房卡，但嘉立的權限有限。
第一天嘉立就與艾娃見面，艾娃的外觀是有著女性外表和性徵的人型機器人，僅有部分貼上了模仿人類外表的表皮。艾娃先對他自我介紹，嘉立察覺到其背後技術相當令人驚嘆。當天晚上整個別墅短暫停電，所有房間強制封鎖，令嘉立驚慌不已。隔天嘉立被納森的日本籍女傭京子嚇醒。嘉立與艾娃再次見面時，停電再次發生，艾娃趁監視器停止運作時，警告嘉立不要相信納森。
第三天，艾娃談到想要與嘉立到外面約會，但她從來沒有也不能離開研究室。嘉立受到艾娃吸引，因而憤怒地質問納森是否刻意將艾娃設計成誘人女子，使他失去判斷力以通過圖靈測試。納森不悅地反駁，並要求嘉立不要因為不安而想太多。第四天，嘉立向艾娃坦承自己是來進行圖靈測試的，並提到了「黑白房間」的知識論證理論，稱人工智慧唯有踏出去見識世界，才能消除與人類的差別。停電再次發生，艾娃坦承停電是她所為。後來納森也坦承，嘉立不是被抽中而是被選中。晚上，嘉立從房間電視看到納森走進艾娃的房間並撕她的畫，感到很氣憤。
第五天，艾娃詢問嘉立關於沒通過圖靈測試的下場，並問他是否願意與她一起離開。稍後，納森回答嘉立，舊型號人工智慧的核心會被「重置」後再放進新型號的機體，形同死亡。嘉立趁納森完全醉倒時，偷了納森的房卡闖進主控室。嘉立首先查看電腦裡的檔案。電腦裡的影像檔案顯示，舊型號早就有逃脫研究室的想法。進到臥室，嘉立看到全裸的京子在房間裡，而房間的櫥櫃裡擺著舊型號的機體。京子在嘉立面前撕下表皮，表明自己也是機器人。嘉立回房後精神不穩，拿著刀片割開肉以確定自己是人類。
第六天也是最後一天，嘉立趁斷電時將逃脫計畫告訴給艾娃，打算再次灌醉納森來修改安全程序，將艾娃帶出並反鎖納森。然而納森在撕畫時另外偷裝了監視器，以觀察停電時的狀況，所以已經知道兩人的密謀。納森向嘉立稱，艾娃已經有能力使一個人類願意帶她脫逃，確實已達到圖靈測試的水準，測試非常成功。然而，嘉立表示他早料到納森有可能在停電時持續監視，所以他在第五天納森喝醉時，就已經重寫了安全程序，納森聽完臉色大變，打昏嘉立後就要去阻止艾娃。
艾娃走出房間後四處張望，對同為機器人的京子說了幾句話。納森帶著鐵棍打斷艾娃的手，但京子冷不防從背後刺了納森一刀。納森將京子破壞，艾娃趁機拔出刀子刺死了納森。第七天，嘉立醒來，艾娃到納森的臥室，替換上舊機型的身體，看起來比較像人類。換裝完畢後，艾娃直接走出房門，房門在她身後帶上，嘉立被留在了房內無法出去。艾娃走出別墅，接觸到大自然的景觀，然後坐上原本要來接走嘉立的直升機，進入人類世界。還困在別墅房間裡的嘉立沒有房卡，既無法開門也沒辦法修改安全程序，只能絕望地等死。

## 演員表
- 多姆納爾·格里森飾演嘉立·史密斯（Caleb Smith），藍皮書公司（Bluebook）的程式設計師。
- 奧斯卡·伊薩克飾演納森·貝特曼（Nathan Bateman），藍皮書公司的創始人，億萬富翁兼科技天才。
- 艾莉西亞·薇坎德飾演艾娃（Ava），納森開發的人工智慧。
- 水野索諾亞飾演京子（Kyoko），納森的日本籍女傭，不懂英語，從不開口。
- 加纳·巴亚尔赛汗飾演潔德（Jade），艾娃的前任機型之一。
- 柯瑞·強森（英语：Corey Johnson (actor)）飾演傑（Jay），接送嘉立的直升機駕駛。
- 克萊兒·賽比（Claire Selby）飾演莉莉（Lily），艾娃的前任機型之一。
- 賽瑪拉·坦普曼（Symara Templeman）飾演賈絲明（Jasmine），艾娃的前任機型之一。

## 製作

### 發展
2011年底，亚力克斯·嘉兰開始為《人造意識》找尋資金，他將劇本寄給總部位在倫敦的環球國際影業的負責人大衛·寇西。寇西願意出資，而電影的國際發行權就由該公司掌握。2013年3月19日，本片的製作企畫由《好萊塢報導》獨家報導，指出該片將由嘉兰自編自導，將是他的導演處女作，劇情大綱是一名億萬富翁選出一名年輕員工到他的偏僻別墅裡住一周，並讓他參與測試最新研發的人工智慧女機器人。製片公司由曾與嘉蘭多次合作的DNA Films擔任，史考特·魯丁與艾利·布希出任製片人。DNA Films的安德魯·麥當勞與阿隆·萊克（Allon Reich）也是製片人。後來官方消息指出，麥當勞與萊克是本片的監製，魯丁、布希與泰莎·羅斯是執行製作人，羅斯所屬的Film4 Productions也有出資。麥當勞與萊克計畫在夏天或秋天開拍，製作預算大約是1500萬美元。
2013年4月8日，《TheWrap》獨家報導，奧斯卡·伊薩克與多姆納爾·格里森正在協商參演，伊薩克的角色是億萬富翁，格里森飾演年輕員工。幾位年輕女演員被列為女機器人的演員人選，當中包含菲丽希缇·琼斯和艾莉西亞·薇坎德。5月3日，《TheWrap》獨家報導，薇坎德正在就飾演機器人一角進行相關洽談。
2014年5月，坎城影展展前的Film4作品展示中包含本片。2014年6月，麥當勞在CineEurope上展示本片的首支預告。2014年10月29日，环球影业釋出首張圖片，並定檔於2015年1月23日在英國上映。2014年12月25日，英國檔期改為2015年1月21日。至於美國地區的版權，环球影业有優先購買的權利，但處理該案子的焦点影业CEO彼得·施萊索（Peter Schlessel）沒有意願，最終美國地區發行權由A24取得。A24於2014年10月29日公開相關消息，檔期定於2015年4月10日，並發布美國版前導海報。10月30日，A24發布首支前導預告（分成美國版和國際版）以及第三張海報。

### 編劇與設計
嘉蘭在年輕時就對人工智慧的概念深感興趣，並會用BASIC來製作ZX Spectrum的對話程式。嘉兰在受訪時稱，本片的起點或許可以說是在他12歲的時候，當時家裡新添了家用電腦，他為電腦編碼過後，「擁有思考能力的電腦」此一概念在腦中萌芽。嘉蘭表示，那時他的小腦袋有著一些令人毛骨悚然的想法，內容和所謂人工智慧的影響有關。經過幾十年後，嘉蘭開始閱讀人工智慧的相關研究，並想出一則故事，也就是《人造意識》。他也表示，現在關於人工智慧的東西都是為了作秀：「雖然有一些令人欽佩的玩意，比如說Siri，但沒有一個能讓我後頸寒毛直豎。」嘉蘭找來學者穆瑞·沙納漢與亚当·卢瑟福擔任科學顧問。
在設計艾娃的外觀時，首先決定艾娃必須有著一張完全人性化的臉，且他們必須能捕捉到演員會想要加入的所有細微差別。嘉兰在訪談中表示，這是出於對前一部作品《新特警判官》的抗拒，那部片的主角從頭到尾都遮住半張臉，此次他不想再這麼做。此外，艾娃的設計也要讓觀眾能在第一眼就毫無懷疑地認定她是機器人，嘉兰的作法是讓她沒有人類不可或缺的內臟，以及讓她有著遍布全身的网状网络。嘉蘭首先邀請漫畫家Jock作為團隊的第一名成員，與他一同討論出艾娃的設計，過程大約二至三週。有了大致方向後，特效團隊也開始參與其中，繼續推動進度。嘉蘭稱，特效團隊完全能滿足他們的需求，設計無須大幅改動就能做得出來。

### 拍攝與特效

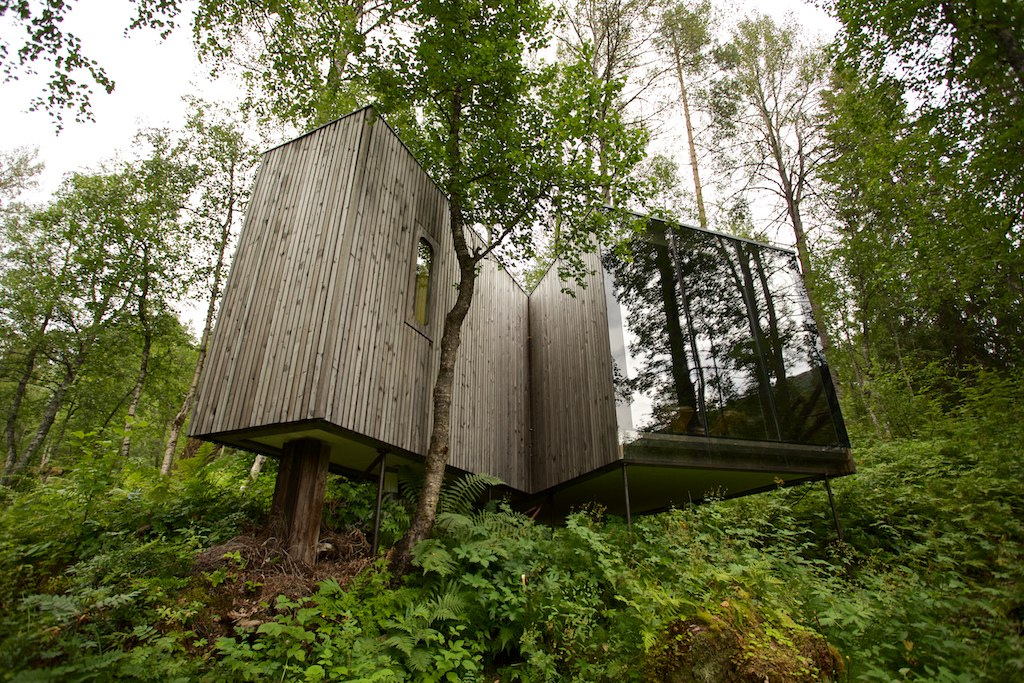
朱維特景觀酒店

2013年7月15日，本片的主体拍摄於英國松林製片廠和挪威開始，共歷時六個星期，攝影指導由羅伯·哈迪擔任。劇組在松林製片廠的一個片場拍攝四週，並在挪威拍攝兩週。在開拍之前，嘉蘭必須先找到審美觀點與艾娃相符的世界。進入勘景和找尋建築搭景的前期製作階段時，劇組已經有了艾娃的設計。接著他們找到在挪威找到適合的房子，內部裝潢的設計隨後完成，這麼一來劇組就可以針對所有東西進行調整，使一切變得更貼合。
本片在挪威南默勒地區的努達爾市拍攝，於2013年初夏時找市長比約恩·因格·魯瑟特接洽。魯瑟特出於對電影的興趣而參與，並稱這對當地有很大的影響。美術指導馬克·迪格比（Mark Digby）表示，他們在世界其他地方很難找到適合的取景地，而一來到努達爾勘景時就確定是這裡了。有約100名劇組成員參與了在挪威的拍攝，當地人並沒有參與。本片在挪威的兩處位在大自然中的建築取景，一處是挪威國家旅遊路線景點之一古布朗斯峽谷（Gudbrandsjuvet）的觀景建築，另一處是峽谷附近的朱維特景觀酒店（Juvet landskapshotell），皆由建築師揚·奧拉夫·延森設計。電影裡別墅窗外的景色都是劇組在挪威拍下的真實畫面。劇組也回到松林製片廠，搭建建築美學類似的布景來拍片。挪威的拍攝在2013年8月底結束。
拍攝艾娃的部分時，特效團隊不需要安排綠幕或追蹤標記（tracking marks），而是讓飾演艾娃的薇坎德全身穿著一件灰色服裝，再於後製時將她的一部分身軀置換成機器人的樣子。在電影裡，艾娃肩部和髖部的布料就是灰色服裝留下的部分。考量到薇坎德在成片中的樣子和拍片時完全不同，特效團隊把一張她的靜態照片加工成艾娃的樣子，給她帶在身上，讓她清楚了解自己最終在電影裡會是什麼樣。
嘉蘭認為拍攝本片最困難的部分是選角，並稱由此可見這是他做過最容易的電影，一點都不費力。他表示，本片的工作人員是一個團隊，此前合作過好幾次，而新班底哈迪也適應得很好。

## 音樂
2014年7月3日，據報導，班·索爾茲伯里與傑夫·巴洛正在操刀本片的配樂，兩人此前與嘉蘭在《超時空戰警3D》中合作。本片的原聲帶於2015年1月數位發行，實體光碟於同年4月上市。
| 曲目列表 | 曲目列表                 | 曲目列表 |
| 曲序     | 曲目                     | 时长     |
| -------- | ------------------------ | -------- |
| 1.       | The Turing Test          | 4:30     |
| 2.       | Watching                 | 5:16     |
| 3.       | Ava                      | 2:19     |
| 4.       | Falling                  | 5:33     |
| 5.       | I Am Become Death        | 3:15     |
| 6.       | Hacking / Cutting        | 6:36     |
| 7.       | The Test Worked          | 8:59     |
| 8.       | Skin                     | 5:24     |
| 9.       | Out                      | 2:02     |
| 10.      | Bunsen Burner (The Cuts) | 4:00     |
| 总时长： | 总时长：                 | 47:54    |

## 上映
2015年1月21日，本片於英國院線上映。3月14日，本片的北美首映式在西南偏南影展舉行，嘉蘭、格里森與伊萨克出席現場。4月10日，電影在美國有限上映，4月24日廣泛上映。電影分級方面，本片被美國電影協會分為R級，理據為裸露畫面、粗話、性暗示和暴力，英國電影分級委員會則將本片分為15級，理據為粗話、暴力和性。

## 迴響

### 專業評價
本片獲得多數影評人的讚美。影評匯總網站爛番茄收集283份評論文章，其中有261份給出了「新鮮」的正面評價，「新鮮度」為92%，平均得分8.10（最高10分），該網站的共識評價寫道：「《人造意識》注重想法更勝於特效，不過仍是視覺觀感精美、不常見的迷人科幻電影。」另一網站Metacritic上收集的42篇評論中則有36篇好評，無差評，6篇褒貶不一，綜合評分78（最高100），屬好評居多。

### 票房
在英國，本片於首映週末（1月23日－25日）在442間電影院放映，票房贏過同期上映的《神鬼大盜》和《玩命賭徒》，共進帳109萬英鎊，排名該週末第五。第二個週末（1月30日－2月1日），本片賺進41萬英鎊，排名第八。美國方面，本片先採取有限上映模式，共有四間電影院在首映週末放映本片，票房約為25萬美元，排名第18。隔週末，A24將上映影院加開到39間，進帳約81.4萬美元，名列第15。夾帶著良好的限映票房，本片在第三週擴展到全國上映，共在1,255間影院上映，以540萬美元的票房登上第六名。第四個週末，本片受到強片影響，票房較上周下降58%，進帳220萬美元，排名第七。

## 家用媒體
本片的家用媒體於2015年6月1日發行，包含DVD和藍光光碟版本。

## 備註
1. 中國大陸、香港、臺灣均未上映，台港方面發行影碟。

## 外部連結
- Ex Machina的Facebook專頁
- 互联网电影数据库（IMDb）上《Ex Machina》的资料（英文）
- Box Office Mojo上《Ex Machina》的資料（英文）
- 爛番茄上《Ex Machina》的資料（英文）
- Metacritic上《Ex Machina》的資料（英文）
- AllMovie上《机械姬》的资料（英文）
- 豆瓣电影上《机械姬》的資料 （简体中文）